# Miss Arizona (film fra 1919)
Miss Arizona er en amerikansk stumfilm fra 1919 af Otis B. Thayer.

## Medvirkende
- Gertrude Bondhill som Arizona Farnley
- James O'Neill som Will Norman